# Disturbios en Indonesia de 1998
Los disturbios de Indonesia de 1998 en indonesio: Kerusuhan Mei 1998),  también conocidos como la Tragedia de 1998 (Tragedi 1998), fueron incidentes de violencia masiva, manifestaciones y disturbios civiles de naturaleza racial que ocurrieron en toda Indonesia, principalmente en Medan en la provincia de Sumatra del Norte (4-8 de mayo), la capital Yakarta (12-15 de mayo) y Surakarta (también llamada Solo) en la provincia de Java Central (13-15 de mayo). Esto finalmente condujo a la renuncia del presidente Suharto y a la caída del gobierno del Nuevo Orden.     

## Antecedentes
El 27 de julio de 1996, soldados, policías y civiles atacaron la sede del Partido Democrático Indonesio (Partai Demokrasi Indonesia, PDI) en el centro de Yakarta, que estaba ocupada por partidarios de la líder del partido Megawati Sukarnoputri, hija del expresidente Sukarno. Megawati fue elegida líder del partido en el congreso general de diciembre de 1993. Su elección, sin embargo, fue vista como una amenaza por el gobierno del Nuevo Orden, que suprimió la libertad de expresión durante sus 30 años en el poder. El apoyo popular a Megawati y al PDI amenazaba el dominio del partido gobernante Golkar. El gobierno declaró inválida la nominación de Megawati y organizó un nuevo congreso en junio de 1996, durante el cual se eligió un nuevo líder del partido. Los atacantes dijeron que actuaban en nombre de la dirección legítima del partido.
El incidente se convirtió en dos días de disturbios en Yakarta que el gobierno atribuyó al ilegal Partido Democrático Popular (Partai Rakyat Demokratik). La violencia continuó hasta las elecciones del 29 de mayo de 1997, ganadas por Golkar con el 74% de los votos. El dividido PDI recibió sólo el 3% de los votos, mientras que el Partido Unido para el Desarrollo (Partai Persatuan Pembangunan), de mayoría musulmana, recibió el 22%. Las elecciones estuvieron marcadas por casos generalizados de fraude electoral, lo que provocó protestas públicas, especialmente entre los partidarios del PPP, que habían pedido al gobierno que siguiera un proceso democrático para que los resultados no fueran rechazados por el público.
Suharto fue elegido presidente por la Asamblea Consultiva del Pueblo (Majelis Permusyawaratan Rakyat) para un séptimo mandato consecutivo de cinco años en marzo. A pesar de los llamados a reformas económicas y políticas, su controvertido Séptimo Gabinete de Desarrollo incluía a miembros de su familia y compinches, incluido su protegido B. J. Habibie como vicepresidente. Las manifestaciones estudiantiles en las universidades aumentaron en intensidad después de estos acontecimientos.

## Acontecimientos

### Medán (4-8 de mayo)
A principios de mayo, los estudiantes llevaban casi dos meses manifestándose en los campus de Medan. El creciente número de manifestantes estuvo acompañado de crecientes llamados del público a favor de reformas generales. El 27 de abril, la muerte de un estudiante en un accidente automovilístico se atribuyó a agentes de seguridad que lanzaron gases lacrimógenos al campus. En los días siguientes se intensificaron los enfrentamientos entre estudiantes y fuerzas de seguridad.
Cuando el gobierno anunció el 4 de mayo que aumentaría el precio de la gasolina en un 70% y triplicaría el precio de la electricidad, los grupos universitarios reaccionaron. Más de 500 estudiantes se reunieron en el Instituto Estatal de Formación y Educación de Profesores (Institut Keguruan dan Ilmu Pendidikan Negeri, IKIP Negeri). Las fuerzas de seguridad levantaron barricadas en el campus para impedir que los estudiantes salieran y, según informes, arrojaron bombas molotov contra los manifestantes durante todo el día. Aunque los estudiantes se dispersaron más tarde, se trajeron fuerzas de reemplazo para mantenerlos en el campus durante la noche. Cuando pudieron regresar a casa horas más tarde, la policía supuestamente detuvo a un grupo de estudiantes y los agredió. La noticia de este ataque llegó a varios testigos y posteriormente un grupo numeroso atacó y destruyó un puesto de la policía de tránsito. Al huir menos policías, los manifestantes comenzaron a atacar centros comerciales y otra comisaría de policía. Miles de personas salieron a las calles y quemaron automóviles y tiendas a altas horas de la noche.

### Yakarta (12-14 mayo)
El campus de la Universidad Trisakti en Grogol, en el oeste de Yakarta, se convirtió en el lugar de una reunión de 10.000 estudiantes el 12 de mayo. Planeaban marchar hacia el sur, hacia el edificio del Parlamento, pero las fuerzas de seguridad se negaron a permitirles abandonar el campus. Los estudiantes universitarios organizaron una protesta frente a las puertas del campus, en la que la policía disparó y los manifestantes respondieron arrojando piedras a los agentes. En el caos que siguió, cuatro estudiantes murieron. Catalizada por la muerte de estudiantes, al día siguiente se produjo una violencia masiva en Yakarta. Los grandes almacenes fueron barricados e incendiados.

### Surakarta (14 y 15 de mayo)
Las protestas estudiantiles en Surakarta (también llamada Solo) comenzaron en marzo en la Universidad Muhammadiyah (Universitas Muhammadiyah Surakarta, UMS) y en la Universidad Sebelas Maret (11 de marzo) (Universitas Negeri Sebelas Maret, UNS) de Surakarta y crecieron durante los dos meses siguientes, lo que llevó a la policía a enviar agentes fuera de ambos campus para impedirles salir a las calles. El 8 de mayo, más tarde conocido como "Viernes Sangriento", un enfrentamiento entre estudiantes de la UNS y fuerzas policiales resultó en cientos de estudiantes heridos. También hubo evidencia de disparos cuando la policía lanzó gases lacrimógenos y balas de goma.
Los estudiantes de la UMS se enfrentaron con las fuerzas de seguridad el 14 de mayo durante una protesta contra el tiroteo de Trisakti en Yakarta. Las fuerzas de seguridad no pudieron dispersar al grupo y la turba enfurecida de 1.000 personas se trasladó al este de la ciudad. La multitud atacó bancos y edificios públicos en el centro de la ciudad e impidió que la policía llegara al ayuntamiento. Desde allí se dividieron en grupos más pequeños y atacaron los distritos vecinos de Surakarta. Más personas salieron a las calles cuando se prendieron fuego a neumáticos en las intersecciones. Mientras 11 compañías Brimob, fuerzas de control de multitudes y soldados de Kostrad permanecían en el campus de la UMS, el centro de Surakarta quedó desprotegido. Además, miembros de las Kopassus (fuerzas especiales) abandonaron la ciudad ese mismo día.